# Disney's Caribbean Beach Resort
 (juillet 2025).
Disney's Caribbean Beach Resort est un immense hôtel du Walt Disney World Resort, le premier hôtel de Disney à prix modéré ouvert le 1er octobre 1988 au sud d'Epcot. Il compte 2112 chambres sur 80 ha, réparties autour d'un lac (le Barefoot Bay de 45 ha) en villages nommés d'après des îles des Caraïbes.
Le 24 janvier 2017, un permis de construire indique un important projet pour l'hôtel Disney's Caribbean Beach Resort. Le 16 février 2017, Disney World annonce des agrandissements du Disney's Caribbean Beach Resort avec un nouveau centre d'accueil. Le 14 avril 2017, Disney dépose des permis de construire pour la rénovation du Disney's Caribbean Beach Resort. Le 6 décembre 2017, Disney dévoile des détails sur le nouveau centre du Disney's Caribbean Beach Resort dont l'ouverture est prévue pour l'été 2018. Les deux villages Barbados et Martinique sont eux détruit pour réaliser le Disney's Riviera Resort ouvert en 2019.

## Le thème
Le thème est axé sur les îles des Caraïbes avec leurs bâtiments aux nombreuses couleurs pastel. Les pirates sont au centre (littéralement et poétiquement) de cet hôtel grâce au fort de l'île centrale qui sert de zone d'activité.

## Les bâtiments

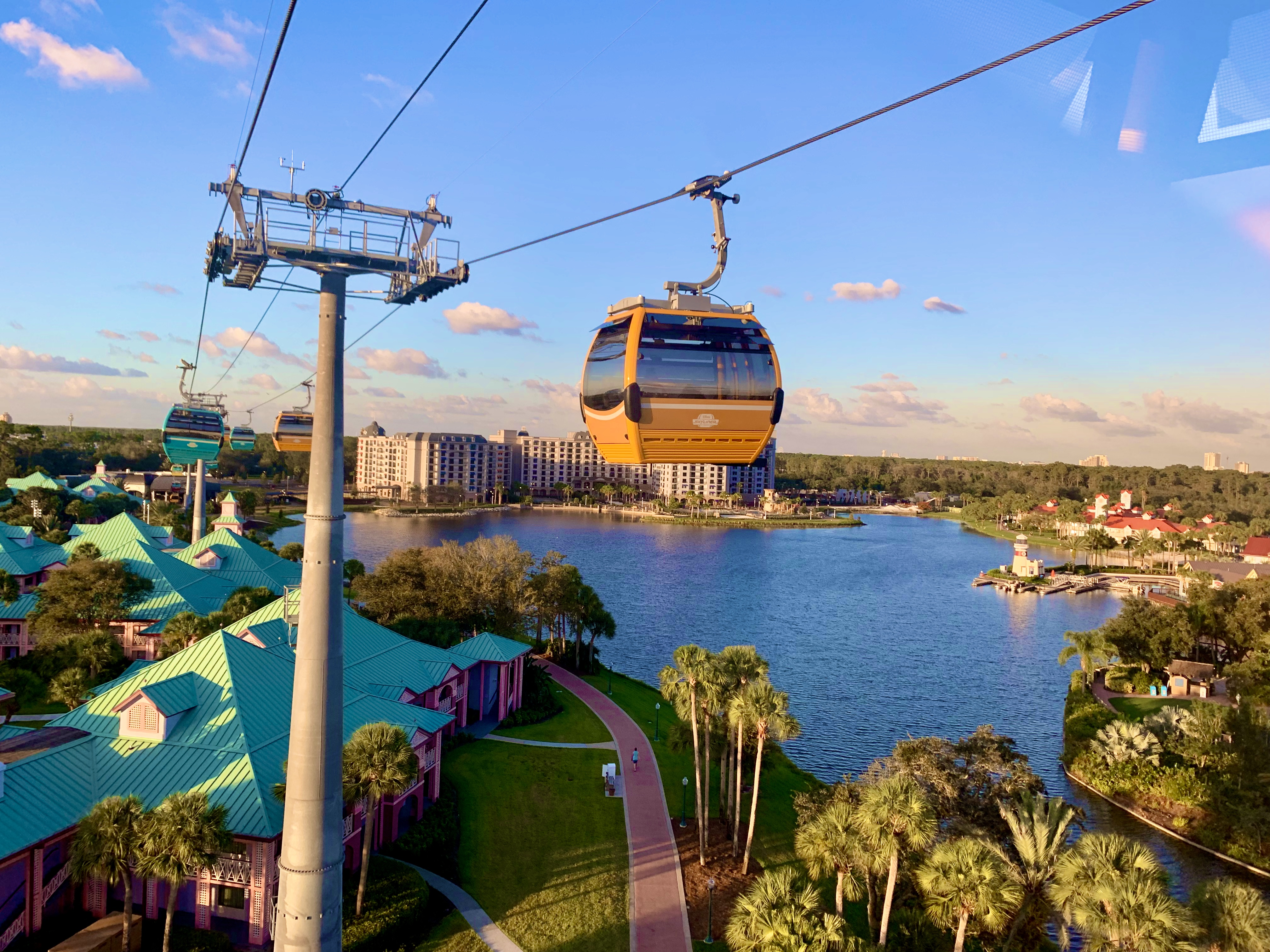
Disney Skyliner.

L'hôtel est composé de 7 villages dont six pour les chambres. L'entrée de l'hôtel se fait par le nord avec un bâtiment nommé Custom House (la douane) contenant les services généraux de l'hôtel.
Ensuite il faut rejoindre l'un des sept villages : Barbados, Martinique, Trinidad North, Trinidad South, Jamaica et Aruba. Le septième village, Old Port Royale (Townecenter) est le centre vital de l'hôtel. Il accueille les restaurants et les boutiques et un pont le relie à Parrot Cay, l'île de loisirs au centre du Barefoot Bay. Old Port Royale est situé entre le Trinidad North et le Martinique. Un pont de l'autre côté de Parrot Cay relie l'île et le "centre-ville" au Jamaica et à l'Aruba.
En janvier 2017, le projet d'un nouvel hôtel, le Disney's Riviera Resort a vu la destruction des villages de Barbados et Martinique situé au nord du complexe et l'ajout d'une station du Disney Skyliner.
Chacun de six villages est composé de six bâtiments (sauf le Trinidad North) de deux niveaux aux couleurs pastels. Chaque village possède une piscine, un campanile, une plage le long du lac et sa propre gamme de couleurs.
Old Port Royale est conçu comme un grand hôtel avec une piscine, une marina et son phare. L'intérieur ressemble à des rues couvertes. En face l'île de Parrot Cay offre d'autres activités ludiques, adorées des plus jeunes, dans une reconstitution de fort espagnol des caraïbes.
Il est possible d'emprunter un chemin entourant le lac sur environ deux kilomètres et demi.

## Les services de l'hôtel

### Les chambres
Les chambres font 34 m2 soit un peu plus que les chambres des autres hôtels Disney à prix modérés. Elles contiennent toutes deux lits pour accueillir au maximum 4 personnes. La salle de bains est de taille normale avec sèche-cheveux et miroirs de maquillage ainsi qu'un fer et une table à repasser. La chambre contient aussi une machine à café et un réfrigérateur intégré sans supplément de prix. Un service de livraison de repas ou de pizzas est disponible dans l'hôtel.
Les prix en 2005, d'après le site officiel, pour une nuit débutent à partir de
- 133 $ pour une chambre normale (vue sur les parkings)
- 148 $ pour les chambres avec vue sur une piscine (Pool View) ou le lac Barefoot Bay (Water View)
- 148 $ pour les chambres normales à proximité de Old Port Royale (Preferred Location) qui sont toutes non-fumeur et situé dans les villages de Martinique et Trinidad North.

### Les restaurants et bars
- Shutter's at Old Port Royale propose des viandes grillées, porc et poulet, et de la cuisine américaine dans l'île tropicale.

Ce restaurant s'appelait auparavant Captain's Tavern et proposait des viandes grillées, porc et poulet, et une sélection du jour dans un décor de repaire de pirates. Des boissons alcoolisées y étaient servies.
- Old Port Royale Food est un complexe de plusieurs restaurants (principe de l'aire de restauration) agencé comme un marché couvert au creux de l'immense bâtiment de Old Port Royal
  - Bridgetown Broiler est un restaurant de cuisine américaine principalement autour du poulet et du porc grillé
  - Cinnamon Bay Bakery est une pâtisserie avec un coin glacier
  - Kingston Pasta Shop est un restaurant italien
  - Montego's Market Deli est un restaurant de soupes, salades et sandwichs froids
  - Port Royale Hamburger Shop est un restaurant rapide
  - Royal Pizza Shop est une pizzeria avec aussi quelques plats de pâtes
- Banna Caban est le bar tropical situé à proximité de la piscine, il propose des cocktails et des encas.

### Les boutiques
- Calypso Straw Market est la grande boutique de Old Port Royale avec des articles sur Disney et sur les Caraïbes.
- Calypso Trading Post propose des souvenirs, des accessoires de plage et contre le soleil ainsi que des peluches Disney.

### Les activités possibles
L'hôtel possède de nombreuses activités soit à proximité de Old Port Royale et sur Parrot Cay soit dans chacun des villages. Une promenade fait le tour du lac Barefoot Bay.
- À Old Port Royale :
  - Barefoot Bay Boat Yard une marina pour la location de bateaux
  - Barefoot Bay Bike Works permet de louer des vélos
  - Goombay Games est une salle de jeux vidéo
- À Parrot Cay
  - Carribbean Pool la grande piscine dans le fort et une piscine pour les enfants
  - Une aire de jeux pour les enfants
- Dans les villages
  - Une piscine et une plage dans chacun des villages
  - Une aire de jeux pour les enfants dans Barbados, Jamaica et Trinidad South sur le bord de plage.